# Енджейчак, Отыля
Отыля (Отилия) Енджейчак (пол. Otylia Jędrzejczak, род. 13 декабря 1983) — польская пловчиха, олимпийская чемпионка, двукратная чемпионка мира, многократная чемпионка Европы. Трижды подряд (2004—2006) признавалась лучшей спортсменкой года в Польше (как среди женщин, так и среди мужчин).
Отыля Енджейчак родилась в городе Руда-Слёнска. В 6 лет родители отдали её на занятия плаванием, чтобы исправить имевшееся у неё искривление позвоночника. Поначалу она ненавидела плавать, но её отношение изменилось после того, как в 8 лет она выиграла свою первую медаль в Германии.
Всерьёз она занялась плаванием в институте. Выигранные на чемпионатах Европы бронзовая медаль в 1999 году и золотая — в 2000 году открыли её дорогу к олимпийской карьере. На Олимпиаде-2000 она была только 5-й на дистанции 200 м баттерфляем, однако на Олимпиаде-2004 завоевала две серебряные (100 м баттерфляем и 400 м вольным стилем) и одну золотую (200 м баттерфляем) медали. Ещё до Олимпиады спортсменка заявила, что если выиграет «золото», то продаст медаль с аукциона и пустит вырученные деньги на помощь детям, страдающим от лейкемии, и она сдержала слово: 19 декабря 2004 года медаль была продана за 257 550 злотых (82 437 долларов США по тогдашнему курсу), а деньги — переданы Онкологической и гематологической клинике при Вроцлавской детской больнице.
В 2003 и 2005 годах она также завоевала золотые медали чемпионатов мира на дистанции 200 м баттерфляем, а в 2005 году выиграла три золотых медали на летней универсиаде в Измире.
1 октября 2005 году Енджейчак, будучи за рулём автомобиля, стала виновницей дорожно-транспортного происшествия, в котором погиб её 19-летний брат. В феврале 2007 года суд приговорил её к 9 месяцам заключения условно. Эти обстоятельства и поведение спортсменки в ходе расследования заставили отвернуться от неё многих её фанатов.
В 2006 году Енджейчак успешно выступила на чемпионате Европы, а в 2007 году даже установила новый мировой рекорд, однако в 2008 году не смогла даже пройти квалификацию. Хотя её тренер и заявил, что это — «всего лишь случайность», на Олимпиаде-2008 Отыля была всего лишь 9-й на дистанции 200 м вольным стилем, и 17-й — на дистанции 100 м баттерфляем, а на своей любимой дистанции 200 м баттерфляем заняла 4-е место. После этого она заявила, что, возможно, уйдёт из большого спорта.